# Geumjusan
Geumjusan (koreanska: 금주산, Kŭmju-san) är ett berg i Sydkorea.   Det ligger i provinsen Gyeonggi, i den norra delen av landet, 50 km nordost om huvudstaden Seoul. Toppen på Geumjusan är 569 meter över havet, eller 163 meter över den omgivande terrängen. Bredden vid basen är 1,8 km.
Terrängen runt Geumjusan är huvudsakligen kuperad, men åt nordväst är den platt. Runt Geumjusan är det ganska tätbefolkat, med 179 invånare per kvadratkilometer. I omgivningarna runt Geumjusan växer i huvudsak blandskog.